# Pink Revolution
Pink Revolution (с англ. — «Розовая революция») — третий студийный альбом южнокорейской гёрл-группы A Pink. Был выпущен 26 сентября 2016 года лэйблом Plan A Entartainment. Заглавный трек «Only One» использовался для продвижения альбома вместе с B-треками «Boom Pow Love» и «Ding Dong».

## Релиз
Полный альбом был выпущен 26 сентября 2016 года в полночь. Вскоре после выпуска альбома заглавная песня возглавила семь корейских музыкальных чартов.

## Синглы
Первый сингл с альбома «The Wave» (Wave 손짓 해주면) был написан лидером группы Чорон и был выпущен 19 апреля 2016 года как песня в честь 5-летия группы для фанатов Apink. Заглавная песня Pink Revolution «Only One» была выпущена 26 сентября и была написана и аранжирована Black Eyed Pilseung.

## Трек-лист
| №  | Название                       | Текст песни                               | Музыка                                                                              | Аранжировка                     | Длительность |
| -- | ------------------------------ | ----------------------------------------- | ----------------------------------------------------------------------------------- | ------------------------------- | ------------ |
| 1. | «Only One» (내가 설렐 수 있게) | Black Eyed Pilseung                       | Black Eyed Pilseung                                                                 | Rado                            | 3:13         |
| 2. | «Oh Yes»                       | Beom & Nang                               | Beom & Nang                                                                         | Shinsadong Tiger                | 3:23         |
| 3. | «Boom Pow Love»                | Beom & Nang, Chang Hye-won                | Jin By Jin, Anne Judith Stokke Wik, Nermin Harambasic, Hayley Aitken, Remee Jackson | Jin By Jin                      | 3:16         |
| 4. | «Fairy»                        | Jang Yun-jeong                            | 검은띠뮤직(B.B.M)                                                                   | 검은띠뮤직(B.B.M)               | 4:11         |
| 5. | «Drummer Boy»                  | Lee Woo-Min ‘collapsedone’, Mayu Wakisaka | Lee Woo-Min ‘collapsedone’, Mayu Wakisaka                                           | Lee Woo-Min ‘collapsedone’      | 3:36         |
| 6. | «To. Us»                       | Чорон                                     | Jang Jeong-seok, Yun Jong-seong, Ayaka Miyake                                       | Jang Jeong-seok, Yun Jong-seong | 3:34         |
| 7. | «Ding Dong»                    | Zigzag Note, Kang Myeong-sin, 노는어린이  | Zigzag Note, Kang Myeong-sin                                                        | Zigzag Note, Kang Myeong-sin    | 3:48         |
| 8. | «Catch me»                     | Beom & Nang                               | Beom & Nang                                                                         | Beom & Nang                     | 3:42         |
| 9. | «The Wave» (네가 손짓해주면)   | Kim Jin-hwan, ChoRong                     | Kim Jin-hwan                                                                        | Kim Jin-hwan                    | 4:19         |